# Kojle
Kojle – jezioro na Pojezierzu Wschodniosuwalskim. 
Jezioro o kształcie owalnym, od strony południowej z licznymi zatokami, za którymi wznosi się okazały masyw kemowy Tabaczyzny, porośnięty dorodnym lasem iglastym. 
Jezioro o dnie mulistym i małoprzejrzystej wodzie. Akwen o charakterze eutroficznym, dość silnie zarastające szuwarami. Bogata roślinność elodeidowa i plankton stwarzają dobre warunki pokarmowe dla ryb. 
Kojle jest jeziorem typu leszczowego. 